# Niwa (Szczytna)
Niwa (deutsch: Reichenau) ist ein Ort in der Stadt- und Landgemeinde Szczytna (Rückers) im Powiat Kłodzki der Wojewodschaft Niederschlesien in Polen. Es liegt zehn Kilometer westlich von Kłodzko (Glatz).

## Geographie
Niwa liegt am südöstlichen Fuße des Heuscheuergebirges. Nachbarorte sind Suszyna (Dürrkunzendorf) im Norden, Kamieniec (Kamnitz) und Tworów (Ludwigsdörfel) im Osten, Szalejów Górny (Oberschwedeldorf) im Südosten, Wolany (Wallisfurth) und Polanica Górna (Falkenhain) im Süden, Chocieszów (Stolzenau) und Studzienna (Kaltenbrunn) im Westen sowie Kopanka (Agnesfeld) und Raszków (Seifersdorf) im Nordwesten. Im Norden liegt der 435 m hohe Hopfenberg (polnisch Bogatka).

## Geschichte
„Reichnaw“, gehörte von Anfang an zum Glatzer Land, mit dem es seine weitere Geschichte teilte. Erstmals urkundlich erwähnt wurde es im Jahre 1337. Weitere Schreibweisen waren 1361 „Reychnaw“, 1362 „Richnow“, 1384 „Rachenow“ und „Reichenau“. Für 1337 ist in einem Verzeichnis des Erzbistums Prag die dem hl. Veit geweihte Pfarrkirche nachgewiesen, die zum Glatzer Dekanat gehörte. Zu ihrer Pfarrei gehörten auch die Ortschaften Stolzenau und Rolling. Erste bekannte Besitzerin war um 1350 Katharina von „Richnow“. Später bestand Reichenau aus mehreren Anteilen, die zumeist verschiedene Besitzer hatten. Zu diesen gehörten u. a. die Adelsfamilien von Nimptsch, von Falkenhain, Donig, Hofer von Hoferburg, von Ratschin, von Fitsch, von Reden, von Hartig sowie das Augustiner-Chorherrenstift Glatz, das 1597 vom Jesuitenkolleg Glatz übernommen wurde. Ende des 18. Jahrhunderts wurden die Anteile unter dem Besitzer Anton Franz vereint.
Während der Reformation diente die Reichenauer Kirche als evangelisches Gotteshaus. Nach der Schlacht am Weißen Berg 1620 und der Rückeroberung der Grafschaft Glatz durch die Kaiserlichen, der die Rekatholisierung des Glatzer Landes folgte, wurde die Kirche 1623 wiederum den Katholiken zugewiesen. Zugleich verlor sie den Status einer Pfarrkirche und wurde Filialkirche von Oberschwedeldorf.
Nach dem Ersten Schlesischen Krieg 1742 und endgültig mit dem Hubertusburger Frieden 1763 kam Reichenau zusammen mit der Grafschaft Glatz an Preußen. Für das Jahr 1796 sind nachgewiesen: eine Filialkirche, ein herrschaftliches Vorwerk, ein Schulhaus, eine Wassermühle, zwölf Bauern sowie 26 Gärtner und Häusler.
Nach der Neugliederung Preußens gehörte Reichenau ab 1815 zur Provinz Schlesien und wurde 1816 dem Landkreis Glatz eingegliedert, mit dem es bis 1945 verbunden blieb. 1874 wurde die Landgemeinde Reichenau zusammen mit den Landgemeinden Camnitz und Ludwigsdörfel und den Gutsbezirken Camnitz und Reichenau dem Amtsbezirk Camnitz eingegliedert, der später in Amtsbezirk Reichenau umbenannt wurde. 1939 wurden 523 Einwohner gezählt. Als Folge des Zweiten Weltkriegs fiel Reichenau 1945 wie ganz Schlesien an Polen und wurde zunächst in Hankowo und 1947 in Niwa umbenannt. Die deutsche Bevölkerung wurde 1946 vertrieben. Die neu angesiedelten Bewohner waren teilweise Zwangsumgesiedelte aus Ostpolen, das an die Sowjetunion gefallen war. Die Zahl der Einwohner ging deutlich zurück und betrug in den 1980er Jahren etwa 390. 1975–1998 gehörte Niwa zur Woiwodschaft Wałbrzych (Waldenburg).

### Rittersitz
Zu diesem Anteil gehörte ein Gutshof (Vorwerk). Erste bekannte Besitzerin war um 1350 Katharina von Reichenau (Richnow). Ende des 14. Jahrhunderts gehörte der Rittersitz vermutlich dem Konrad von Nimptsch. Später kam er an den böhmischen Landesherrn und gehörte 1499 als Teil der Herrschaft Koritau der Königlichen Kammer. 1577 verkaufte Kaiser Rudolf II. die Herrschaft Koritau mit Reichenau und weiteren Kammerdörfern zur Bestreitung der Kosten des Türkenkrieges seinem Mundschenk Friedrich von Falkenhain. Dessen Sohn Seifried verkaufte sein Reichenauer Gut 1612 dem Christoph Donig von Zdanitz auf Niedersteine. Diesem gehörte bereits ein Gutshof in Oberschwedeldorf, mit dem er sein Reichenauer Gut vereinte. Wegen dessen Beteiligung am böhmischen Ständeaufstand von 1618 wurden seine Güter 1625 vom Kaiser konfisziert und Christoph von Zdanitz zu lebenslangem Gefängnis verurteilt. 1628 erhielt Reichenau anstatt einer Schuldforderung der Freiherr Carl von Strasolde als ein Erbgut. Dieser verkaufte es 1629 dem kaiserlichen Rat Johann Angelo von Morgante auf Volpersdorf und Schlegel, nach dem sein Oberschwedeldorfer Gut als „Engelhof“ bezeichnet wurde. Nächster Besitzer war 1637 Georg von Gronenberg, der es 1640 dem kaiserlichen Obristen Wolfgang Ferdinand von Fitsch verkaufte. Dieser wurde 1642 Kommandant der Festung Glatz und erwarb 1647 die Herrschaft Koritau. Ihm folgte 1652 sein Sohn Otto Heinrich von Fitsch, der Reichenau 1675 seinem gleichnamigen Sohn abtrat. Dieser verkaufte es 1685 dem Johann Isaias von Hartig, der im selben Jahr von Wolfgang Ferdinand von Fitsch auch die Herrschaft Koritau erwarb. Anschließend war Reichenau wiederum mit der Herrschaft Koritau vereint. 1761 verkaufte Anton Casimir von Hartig die Herrschaft Koritau mit Reichenau dem Neuroder Kommerzienrat Leopold Genedel, Erbherr auf Niederrathen. Dessen Erben verkauften es dem Oberamtsrat Anton Graf von Haugwitz, Erbherr auf Pischkowitz. Er veräußerte 1796 die Dörfer Reichenau, Kamnitz und Ludwigsdörfel sowie die beiden Vorwerke in Oberschwedeldorf dem Anton Franz.

### Freirichtergut
Zum Freirichtergut gehörten neben einem Vorwerk mit Wirtschaftsgebäuden eine Mehlmühle, die Handwerker und vier Häusler. Für 1402 ist als Besitzer Nikolaus Walter verzeichnet, in dessen Familie es mehrere Generationen lang verblieb. Nach dem Dreißigjährigen Krieg erwarb das Richtergut der Glatzer Dechant Chrysostomus Langer, Pfarrer zu Habelschwerdt. Nach dessen Tod 1667 ging es an Johann Heinrich Hofer von Hoferburg auf Oberwernesdorf (Wallisfurth), dem 1674 dessen Schwiegersohn Georg Friedrich von Ratschin folgte. Er verkaufte 1681 dieses Gut mit allem Zubehör dem Freiherrn Ferdinand von Fitsch, von dem es 1685 Johann Isaias von Hartig erwarb.

## Sehenswürdigkeiten
- Die bereits 1384 erwähnte Pfarrkirche St. Veit wurde 1623 neu errichtet und 1787 erweitert. In der Außenwand sind Grabmäler aus der Renaissancezeit eingemauert.
- Wegkreuze und andere Bildstöcke.